# 31139 Ґарнавіч
31139 Ґарнавіч (31139 Garnavich) — астероїд головного поясу, відкритий 25 вересня 1997 року.
Тіссеранів параметр щодо Юпітера — 3,501.